# Szabadszállás
Szabadszállás je gradić u središnjoj Mađarskoj.
Upravno pripada kunsentmikloškoj mikroregiji.

## Zemljopisni položaj
Od Budimpešte je udaljen 80 km željezničkom prugom.
S nekoliko strana ga okruživa nacionalni park Kiskunság.

## Gradovi prijatelji
- Schönenberg

## Vanjske poveznice
- (mađ.) Szabadszállás a Vendégvárón  Arhivirana inačica izvorne stranice od 9. lipnja 2003. (Wayback Machine)
- (mađ.) Szabadszállás a Gyaloglón
- (mađ.) Légifotók Szabadszállásról